# Papyrus Oxyrhynchus 840
Papyrus Oxyrhynchus 840, bzw. P. Oxy V 840, ist ein beidseitig eng in mikroskopisch kleiner Schrift beschriebenes Pergamentblatt aus einem Kodex im sehr kleinen Format von 8,5 × 7 cm, bei dem die Ecke unten rechts fehlt. Trotz des kleinen Formats brachte der Schreiber 45 Zeilen auf dem Blatt unter. Das Blatt wurde 1905 von Bernard Pyne Grenfell und Arthur Surridge Hunt bei Ausgrabungen in Oxyrhynchus entdeckt, als apokryphes nichtkanonisches Evangelium erkannt und 1908 herausgegeben. Das Manuskript befindet sich heute unter der Signatur Ms. Gr. Th. g 11 in der Bodleian Library in Oxford.

## Datierung
Grenfell und Hunt datieren das Blatt paläografisch eher auf das vierte als auf das fünfte Jahrhundert. Aufgrund der Auffindesituation in einer Schicht zusammen mit anderen Manuskripten aus dem vierten und fünften Jahrhundert halten sie ein späteres Datum für ausgeschlossen. Das kleine Format des Buchs macht es ungeeignet für die Lesung im Gottesdienst, so dass es sich um eine Abschrift für den privaten Gebrauch handeln muss. Einzelne Zeichen wurden vermutlich schon vom ursprünglichen Schreiber rot hervorgehoben, in Zusammenhang mit dem winzigen Format bringt das die Forschung zu der Annahme, dass das Blatt vermutlich als Amulett gedient hat.
Es gibt keine plausible Datierung oder Ortsbestimmung für das ursprüngliche Werk, das in diesem einzigen griechischen Textzeugen vorliegt und von dem die Gesamtkonzeption unbekannt ist. In Form und Wortwahl, aber auch in der theologischen Konzeption bleibt es ganz im Rahmen der Synoptiker. Die Verwendung des Begriffs Heiland für Jesus deutet aber eher auf eine spätere als auf eine frühere Abfassungszeit.

## Inhalt
Der Anfang des Blattes enthält den Schluss einer vorhergehenden Geschichte mit einem abschließenden Drohwort. Die folgende fast vollständig erhaltene Episode spielt im Jerusalemer Tempelbezirk und enthält ein Streitgespräch im Stil der synoptischen Evangelien, in dem Jesus sich mit dem pharisäischen Oberpriester L<evi> über die Vorschriften zur Reinigung vor dem Betreten des Vorhofes des Jerusalemer Tempels unterhält. Er unterscheidet dabei die innere Reinheit von der äußerlichen Reinheit durch Waschung. Der Text enthält Anklänge zu den synoptischen Evangelien und Parallelen zu Mk 7,1–23 und Mt 15,1–20. Einzelne Aussagen haben Parallelen zu Mt 23,27 und Joh 4,14; 7,37 und Apk 22,14, es wäre auch möglich, dass direkt zurückgegriffen wird auf die alttestamentlichen Stellen Jer 2,13 oder Sach 14,8. 
Der Text enthält die Formulierung „Huren und Flötenspielerinnen“, die aus dem Hebräerevangelium bekannt ist, der Text lässt sich jedoch trotz allen Bemühungen keinem sonst bekannten Evangelium zuordnen.

### Ausgaben und Übersetzungen
- Bernard Pyne Grenfell, Arthur Surridge Hunt: The Oxyrhynchus Papyri V, The Oxyrhynchus Papyri V, Egypt Exploration Fund, London 1908, S. 1–10, Abbildung S. 343. (englisch)
- Grenfell und Hunt: Fragment of an Uncanonical Gospel, Egypt Exploration Fund, Oxford und London 1908.
- Joachim Jeremias, Wilhelm Schneemelcher: Oxyrhynchus-Papyrus 840. In: Wilhelm Schneemelcher (Hrsg.): Neutestamentliche Apokryphen in deutscher Übersetzung, Bd. I Evangelien, 6. Auflage, Tübingen 1990. S. 81–82.
- Tobias Nicklas: Das Fragment Oxyrhynchus V 840; in: Christoph Markschies, Jens Schröter (Hrsg.): Antike christliche Apokryphen in deutscher Übersetzung; I. Band Evangelien und Verwandtes, Mohr Siebeck, Tübingen 2012. S. 357–359.

### Untersuchungen
- Adolf von Harnack: Ein neues Evangelienbruchstück; in: Preussische Jahrbücher Jg. 131/2, 1908, S. 201–210. (Enthält eine deutsche Übersetzung)